# Max Loesch
Max Loesch (* 25. August 1873; † 17. September 1957) war ein deutscher Kapitän zur See der Kaiserlichen Marine.

## Leben
Max Loesch trat am 10. April 1891 in die Kaiserliche Marine ein. Als Seekadett (Patent zum 11. April 1892) war er 1892 auf der Friedrich der Große und der Deutschland. Nachdem er zum 13. April 1893 auf die König Wilhelm kommandiert worden war, belegte er ab 7. Oktober 1893 einen Offizierkursus an der Marineschule. Am 20. September 1894 wurde er zum Unterleutnant zur See befördert. Zum 1. Oktober 1895 kam er auf die Hyäne, einem Schiff in Deutsch-Südwestafrika. 1902 kam er als Oberleutnant zur See an Bord der Hertha nach Kiautschou und führte hier als Kapitänleutnant u. a. die 1. Kompanie der Matrosenartillerieabteilung Kiautschou. 1906 war er als Artillerieoffizier auf der Friedrich Carl, welche er später selber kommandieren sollte, und dann auf der Gneisenau. 1909 war er als Korvettenkapitän im Referent im Artillerieversuchskommando und zugleich Referent auf der Prinz Adalbert. Am 13. April 1914 wurde er zum Fregattenkapitän befördert.
Ab der erneuten Indienststellung am 4. August 1914 war er bis zu einem Maschinenschaden im September 1914 Kommandant der Undine. Anschließend übernahm er ab Oktober 1914 die Friedrich Carl. Am 16./17. November 1914 nahm die Friedrich Carl an einem erfolglosen Vorstoß auf die russische Marinebasis Libau teil. Die deutsche Marineführung ging davon aus, dass der Stützpunkt für britische U-Boote genutzt werden sollte, war aber von der russischen Marine größtenteils bereits geräumt worden.
Bei dieser Unternehmung lief die Friedrich Carl am Morgen des 17. November 1914 gegen 1:46 Uhr etwa 30 Seemeilen vor Memel auf Minen einer bis dahin unbekannten russischen Minensperre, konnte aber erst schwer beschädigt noch weiterfahren. Anfangs bestand die Annahme, dass das Schiff von einem U-Boot torpediert worden war, was sich letztlich als falsch herausstellte, da ebenfalls das Hilfsschiff Elbing 9 im gleichen Seegebiet nach einer Explosion sank. Letztendlich kenterte die Friedrich Carl doch und sank um 7:15 Uhr. Sieben Mann ihrer Besatzung im Hecktorpedoraum kamen ums Leben.
Loesch wurde Kommandeur der Schiffsartillerieschule in Sonderburg und war zugleich bis Mai 1917 Kommandant des Artillerieschulschiffes Kaiserin Augusta. Am 12. Oktober 1916 war er zum Kapitän zur See befördert worden. Von Juni 1917 bis August 1918 war er Kommandant der Kaiser. Unter seinem Kommando war das Schiff von Ende September 1917 bis Anfang November 1917 im Unternehmen Albion eingesetzt. Am 14. Oktober 1917 schoss sie vor dem Kassar-Wik den russischen Zerstörer Grom bereits mit der zweiten Salve bewegungsunfähig, der allerdings zunächst abgeschleppt werden konnte. Geentert durch deutsche Einheiten sank die Grom wegen der schweren Artillerietreffer im Schlepp des Torpedoboots B 98 noch am selben Tag im Moon-Sund. Es folgte am 17./18. November 1917 das zweite Seegefecht bei Helgoland. Anschließend war er bis Dezember 1918 Kommandant der Westfalen, welche unter seinem Kommando als Artillerieschulschiff eingesetzt wurde.
Am 22. November 1919 wurde er aus der Marine verabschiedet.

## Werk (Auswahl)
- Bestimmung der Intensität der Schwerkraft auf 20 Stationen an der westafrikanischen Küste. Zeitschrift für Vermessungswesen, 1902.